# ファン・ホセ・デ・エルヤル
ファン・ホセ・デ・エルヤル・イ・デ・スビサ(Juan José de Elhuyar (Elhyar) y de Suvisa、1754年6月15日、ログローニョ - 1796年9月20日、サンタフェ・デ・ボゴタ)はスペインの化学者、鉱物学者である。1783年、弟のファウスト・デ・エルヤルとタングステンの単離に成功した。

## 人物・生涯
スペイン北部のログローニョに生まれる。パリで教育を受けたあと、ドイツのフライベルク鉱山専門学校で冶金学などを学び、1781年から82年にかけてスウェーデン・ウプサラのトルビョルン・ベリマンに学ぶ。その後、ファウストと共にスペインのベルガラの神学校の教授になった。1783年、ベルガラでファウストと共同でタングステンの分離に成功し、ウォルフラムと命名。
その後、コロンビアのヌエバ・グラナダ(Nueva Granada)鉱山の校長に任ぜられ、同地で没した。